# Etodesnitazeno
El etodesnitazeno (también conocido como desnitroetonitazeno, etazeno, etazen y etazona) es un analgésico opioide derivado del benzimidazol, desarrollado originalmente a finales de la década de 1950 junto con el etonitazeno y otros derivados relacionados. Es mucho menos potente que el propio etonitazeno, pero aún así es 70 veces más potente que la morfina en estudios con animales. Los análogos correspondientes donde el grupo N,N-dietilo se reemplaza por anillos de piperidina o pirrolidina también conservan una actividad significativa (10 y 20 veces mayor que la morfina, respectivamente). El etodesnitazeno se ha comercializado como droga de diseño, identificándose por primera vez en Polonia y Finlandia en marzo de 2020.